# Francis Coquelin
Francis Coquelin (Laval, 1991. május 13. –) francia labdarúgó, jelenleg a Villarreal játékosa. Védekező középpályás poszton játszik, de bevethető jobbhátvédként és jobbszélsőként is. Coquelin a francia U21-es válogatottban is szerepelt.

## Pályafutása

### Kezdetek
Coquelin Lavalban született és pályafutását az AS du Bourny csapatában kezdte. Később 2005-ben a település legnagyobb klubjába a Stade Lavallois-ba igazolt, ahol 3 évet töltött el, mielőtt az Arsenal játékosmegfigyelője Gilles Grimandi fel nem fedezte egy 2008-as U17-es Izrael elleni mérkőzésen.

### Arsenal

#### 2008-2009-es szezon
2008 júliusában csatlakozott Coquelin az Arsenalhoz, miután korábbi csapata sikeres tárgyalások után megállapodott új klubjával. Bár ezelőtt röviddel egy combsérülést szenvedett el, a kiválóan játszó Coquelinnek szerződést ajánlottak az Észak Londoniak. Coquelin első meccseit az előszezonban a Barnet és a Szombathelyi Haladás ellen játszotta. Első tétmérkőzését 2008 szeptember 23-án játszotta a Sheffield United elleni 6-0-ra megnyert mérkőzésen, ahol Fran Mérida helyére állt be csereként. Coquelin első gólját a tartalékcsapatban 2008 október 5-én szerezte a Stoke City ellen.

#### 2009-2010-es szezon
Coquelin rendszeresen a tartalékcsapatban játszott a 2009-2010-es szezonban. 12 alkalommal lépett pályára és 2 gólt szerzett. 2009 szeptember 22-én szerezte meg első gólját az első csapatban a West Bromwich elleni Ligakupa mérkőzésen, ahol 58 percet játszott és Mark Randall váltotta őt. A Liverpool elleni 2-1-re megnyert meccsen is játszott, ahol a második félidőre állt be Fran Mérida helyére. Az első FA kupa meccsén borzasztóan játszott és csapata 3-1-re kikapott a Stoke Citytől. Coquelin helyére a második félidőre Aaron Ramsey állt be.

### Lorient (kölcsönben)
A 2010-2011-es szezonra Coquelin a francia Lorient csapatához került kölcsönbe. 2010 augusztus 14-én debütált egy 2-1-re elveszített Nizza elleni mérkőzésen. Coquelin első piros lapját szerezte a Valenciennes elleni mérkőzésen, ahol jobbszélsőként szerepelt. Coquelin megszerezte első gólját a Stade Rennais elleni 2-1-re megnyert mérkőzésen. Coquelin 24 bajnokin és 1 francia kupa mérkőzésen lépett pályára a Lorientban és ezeken 1 gólt szerzett.

### Vissza az Arsenalba
Coquelin 2011 augusztus 28-án játszotta első bajnokiját A Manchester United elleni 8-2-re elveszített mérkőzésen. Coquelin 62 percet játszott kezdőként és Alex Oxlade-Chamberlain váltotta őt. Második bajnokiját a Spurs elleni derbin játszotta. Annak ellenére, hogy az Arsenal 2-1-re elvesztette a meccset, Coquelint választották meg a meccs emberének a szurkolók. 2011 december 6-án debütált a Bajnokok Ligájában az Olympiacos FC elleni idegenben 3-1-re megnyert mérkőzésen. A 67. percben állt be Tomáš Rosický helyére. 2012 január 10-én Coquelin aláírt egy hosszútávú szerződést az Arsenallal, mely azt jelentette hogy csapata a továbbiakban is komolyan számol játékosával. A Blackburn Rovers elleni 7-1-re megnyert mérkőzésen Coquelin az első gólpasszát adta a bombaformában lévő Robin Van Persie-nek.

### Freiburg
Francis a 2013-14-es szezont kölcsönben a német Bundesligában szereplő Freiburgnál töltötte, ahol nagyrészt jobbszélsőként számoltak vele.

### Arsenal - újra
Miután a klub újra kölcsönadta, ezúttal a Charltonnak, senki sem adott sok esélyt arra, hogy újra lehetőséghez jut az Arsenalnál. De mivel decemberben Mikel Arteta, Mesut Özil, Aaron Ramsey és Jack Wilshere sem volt bevethető állapotban, Arsène Wenger úgy döntött, visszahívja a csapathoz a karácsonyi időszakra. A Newcastle elleni meccsen 4 percet kapott, majd a Liverpool és a QPR elleni meccsen is az utolsó 10 percre kapott csak esélyt a bizonyításra. Aztán a West Ham ellen már kezdő volt, és kiváló teljesítményével lenyűgözte a sportújságírókat és a szurkolókat egyaránt, olyannyira, hogy december 28.-tól május 4.-ig egyetlen bajnokin sem hiányzott a londoniak kezdőcsapatából, és könnyen lehet, ha nem csak fél szezon erejéig szerepel a Premier League-ben, akkor a szezon csapatából is kiszorítja Nemanja Matićot, a Chelsea középpályását. A Burnley elleni idegenbeli bajnoki után a meccs emberének választották. A szezon végén Alexis Sánchez mögött a szezon második legjobb játékosának választották a szurkolók az Arsenalnál. 2015. augusztusában a hónap játékosának választották az Arsenal szurkolói.

## Válogatottban
Coquelin játszott a francia U17-es, U18-as, U19-es, U20-as és U21-es válogatottakban. Kulcsszerepet játszott abban, hogy Franciaország megnyerte 2010-ben a U19-es Európa-bajnokságot. Franciaország 5 meccséből 4-en kezdőként lépett pályára. 
Coquelin valamint, akkori Arsenalos csapattársa Gilles Sunu is behívott kapott a 2011-es U20-as világbajnokságra, amelyet Kolumbiában rendeztek meg és Franciaország a negyedik helyen végzett.

## Sikerei, díjai

### Klub
- Arsenal
  - Angol kupa: 2014–15, 2016–17
  - Angol szuperkupa: 2015

- Valencia
  - Spanyol kupa: 2018–19

- Villarreal
  - Európa-liga: 2020–21

### Válogatott
- Franciaország U19
  - U19-es labdarúgó-Európa-bajnokság: 2010